# Orithyia
Orithyia is een geslacht van kreeftachtigen uit de klasse van de Malacostraca (hogere kreeftachtigen).

## Soort
- Orithyia sinica (Linnaeus, 1771)